# Грянчиха
Гря́нчиха — село Миргородського району Полтавської області. Населення станом на 2001 рік становило 28 осіб. Входить до складу Гоголівської селищної громади.

## Географія
Село Грянчиха знаходиться за 2 км від правого берега річки Псел, за 1,5 км від села Псільське.
Віддаль до селища Велика Багачка — 8 км. Найближча залізнична станція Гоголеве — за 12 км.

## Населення

### Мова
Розподіл населення за рідною мовою за даними перепису 2001 року:
| Мова       | Кількість | Відсоток |
| ---------- | --------- | -------- |
| українська | 27        | 96.43%   |
| російська  | 1         | 3.57%    |
| Усього     | 28        | 100%     |

## Історія
Село Грянчиха виникло в другій половині XIX ст. як хутір Устивицької волості Миргородського повіту Полтавської губернії.
За переписом 1900 року в хуторі Грянчиха Устивицької волості Миргородського повіту Полтавської губернії разом з іншими хуторами (Широка Долина, Суржків, Булатов, Горбанів, Даценків, Коломійцев, Зайцев, Ольховий, Рубанов) була Друга Устивицька козацька громада, що об'єднувала 95 дворів, 760 жителів.
У 1912 році у хуторі Грянчиха було 42 жителя.
У січні 1918 року в селі розпочалась радянська доба.
У 1926 році Говори входили до Устивицького району Лубенської округи.
З 16 вересня 1941 по 19 вересня 1943 року Грянчиха була окупована німецько-фашистськими військами.
До 2019 року орган місцевого самоврядування — Устивицька сільська рада.

## Пам'ятки історії
- Поблизу села є шість курганів, навпроти села Грянчиха – поселення черняхівської культури